# Eric Van Lustbader
Eric Van Lustbader (Nova Iorque, 24 de dezembro de 1946) é um escritor norte-americano. Vários de seus livros se tornaram best-sellers além de ter dado continuidade à série do Jason Bourne iniciada por Robert Ludlum.

## Biografia
Escreveu uma biografia da estrela de rock Elton John. Desde 1979, Lustbader tem dedicado todo o tempo à criação literária e os seus romances têm sido best-sellers em todo o mundo. Viveu com Lauren Bacall.[carece de fontes?]
Nasceu em Nova York, onde vive atualmente. Coube a ele dar continuidade à saga do espião internacional Jason Bourne após a conclusão da trilogia escrita pelo mestre dos romances de suspense e espionagem Robert Ludlum, morto em 2001.
Ele se formou em Sociologia pela Universidade Columbia em 1968, foi professor da rede pública da cidade de Nova Iorque e trabalhou durante 15 anos na indústria fonográfica. Atualmente, mora em Long Island com a esposa, Victoria.